# Leon Chwistek
 (avril 2023).
Si vous disposez d'ouvrages ou d'articles de référence ou si vous connaissez des sites web de qualité traitant du thème abordé ici, merci de compléter l'article en donnant les références utiles à sa vérifiabilité et en les liant à la section « Notes et références ».

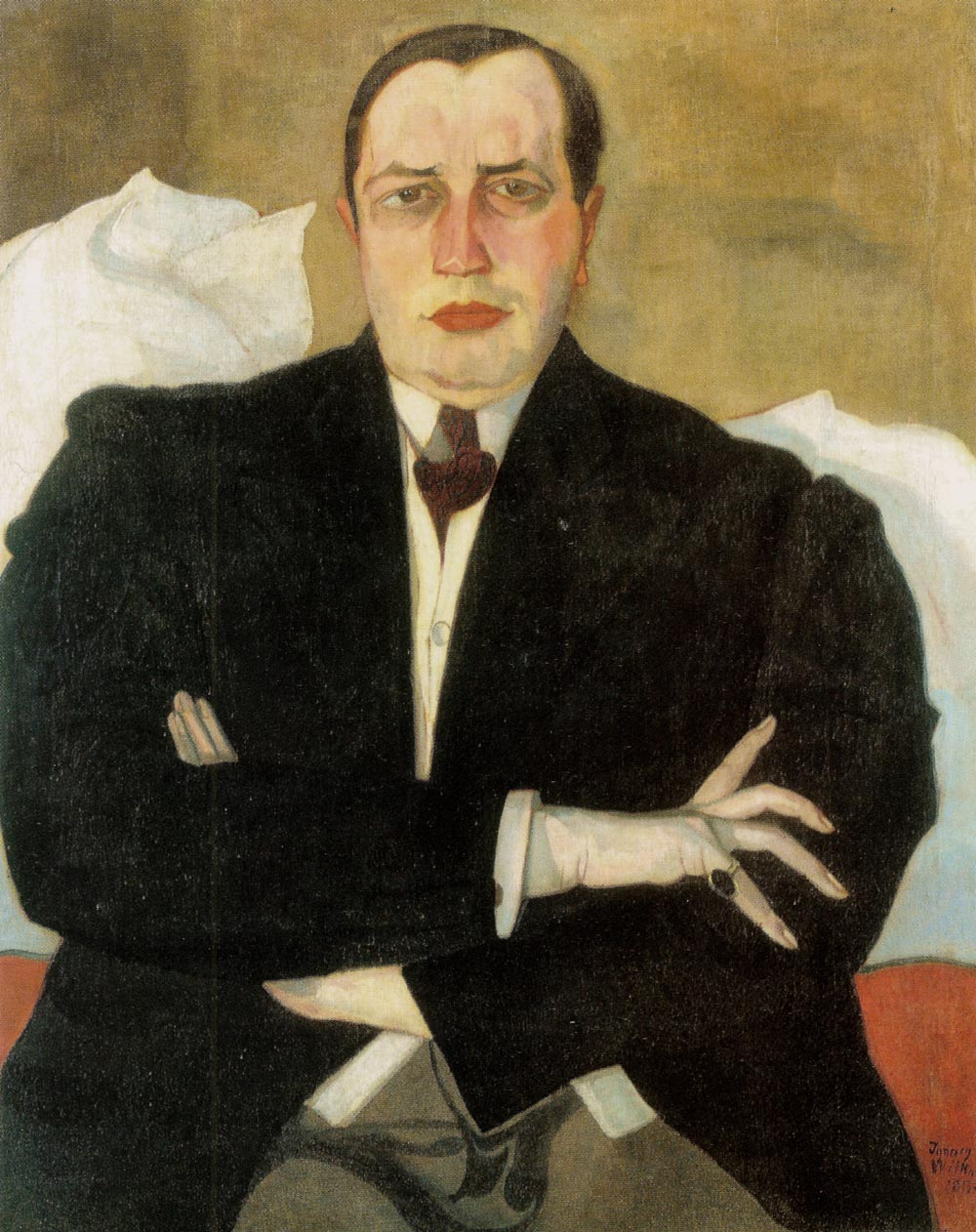
Portrait de Leon Chwistek par Witkacy, 1913

Leon Chwistek, né le 13 juin 1884 à Cracovie et mort le 20 août 1944 à Barvikha près de Moscou, est un peintre, philosophe et mathématicien polonais. Il a apporté une importante contribution à la théorie des types.

## Biographie
Leon Chwistek est né à Cracovie, mais il passe beaucoup de temps à Zakopane où son père dirige une station thermale huppée. Chwistek y croise ses futurs amis : l'artiste Stanisław Ignacy Witkiewicz et l'anthropologue en devenir Bronisław Malinowski. Il a également l'occasion de s'entretenir avec le jeune révolutionnaire Félix Dzerjinski, qui lui inculque une attirance pour les idées socialistes.
Dès 1902, Leon Chwistek suit des études poussées de philosophie, de psychologie et de logique mathématique à l'université Jagellonne, tout en apprenant le dessin et la peinture. Pendant quelque temps, il est élève de Józef Mehoffer, mais il abandonne rapidement l'atelier du maître. En 1906, Leon Chwistek obtient un doctorat. Ensuite, pendant les 20 années suivantes, avec des pauses, il enseigne les mathématiques au lycée Jan-Sobieski à Cracovie.
Dans les années 1908-1909, il poursuit des études de mathématiques à l'université de Göttingen. Il y rencontre le grand mathématicien allemand David Hilbert et assiste aux conférences d'Henri Poincaré. À Göttingen, il fait également connaissance du jeune mathématicien polonais Hugo Steinhaus, mais surtout de sa belle-sœur Olga Steinhaus, qui deviendra l'amour de sa vie.
Dans les années 1913-1914, Leon Chwistek étudie le dessin à Paris où il découvre les œuvres des cubistes. Son passage ne passe pas inaperçu. C'est Place de la Concorde qu'a lieu son célèbre duel au sabre qui défraie les chroniques parisiennes. Leon Chwistek qui se bat pour défendre l'honneur de sa fiancée contre un autre peintre polonais Władysław Dunin-Borkowski (pl) remporte la bataille en blessant son adversaire à l'oreille. 
Grâce à l'ami qui l'assiste à ce duel, Bolesław Wieniawa-Długoszowski, Leon Chwistek rencontre Józef Piłsudski qui séjourne alors à Paris. De retour au pays à l'heure de la Première guerre mondiale, Leon Chwistek s'engage dans la Première Brigade des légions polonaises de Piłsudski. Pour ses faits d'armes, il se verra décerner la Croix de l'Indépendance.
Les artistes de Cracovie constituant l'avant-garde polonaise le reconnaissent comme théoricien leader des Formistes. L'influence du cubisme et du futurisme se ressent dans ses peintures, particulièrement en ce qui concerne la composition (l'Escrime, 1919), dans ses projets architecturaux, ainsi que dans ses nombreux écrits, dont ceux édités par la revue Formisci (Formistes) qui parait de 1917 à 1921. Cependant, rapidement, un combat théorique au sein du groupe l'oppose à son ami Witkiewicz, ce qui engendre la désintégration du mouvement en 1922. Chwistek est partisan du pluralisme esthétique et exprime ses vues dans ses traités intitulés La multiplicité des réalités dans l'art (1918) et Réalités multiples (1921). En 1925, il rédige son manifeste pictural sur le Strefizm où il prône une interprétation sensuelle de la nature.
Chwistek est l'un des fondateurs de la Société mathématique polonaise qui naît en 1919. À partir de 1922, il donne des cours à l'université Jagellonne. Mais sa carrière universitaire rencontre des obstacles. Son statut d'artiste d'avant-garde suscite la controverse dans une Cracovie traditionnellement conservatrice. Finalement, il est autorisé à faire son habilitation en 1928, mais à la condition de ne pas demander une chaire à Cracovie.
Leon Chwistek est un scientifique de grand calibre, en particulier dans le domaine de la logique. Il est reconnu, entre autres, par la grande autorité dans ce domaine, l'Anglais Bertrand Russell. C'est son soutien et celui de Stefan Banach qui lui permet de prendre en 1929 la chaire de logique de l'Université de Lwów, et de ravir ce poste au remarquable, bien qu'alors encore assez jeune, Alfred Tarski. 
Il se sent bien à Lwów entouré d'une excellente compagnie de scientifiques exceptionnels tels que Stefan Banach, Włodzimierz Stożek, Stanisław Ulam et Stanisław Mazur, qu'il rencontre souvent au Café écossais. Mais son amitié de longue date avec Witkiewicz se rompt pour des raisons de divergences de vues politique. Chwistek sympathise de plus en plus avec le socialisme, voire le communisme, alors que Witkacy, qui a vu les exactions de la révolution bolchevique de ses propres yeux à Moscou, ne veut pas le comprendre.
À cette époque, il s'affirme tout à la fois écrivain (son roman les Palais de Dieu sort en fragments entre 1934 et 1939), philosophe concerné par des recherches sur la culture de masse (Problèmes de la culture spirituelle en Pologne, 1933), et éminent logicien (son essai The Limits of Science est publié en 1948 à New York et à Londres).
En 1938, Leon Chwistek est nommé professeur titulaire, mais bientôt ses plans de recherche sont contrecarrés par le déclenchement de la Seconde Guerre mondiale et l'invasion de la Pologne par l'Allemagne nazie et l'Union soviétique. Il est vrai que pour Leon Chwistek l'occupation soviétique de Lwów n'est pas particulièrement sévère, en raison de ses convictions. Mais lorsque Lwów est repris par les Allemands en 1941, il décide de s'évacuer au fond de l'URSS. Ce qui signifie la séparation d'avec sa femme Olga qui ne veut pas l'accompagner. Ils ne se revoient plus jamais.
Il enseigne pendant deux ans à l'université de Tbilissi, puis il est amené à Moscou, où il soutient activement l'Union des Patriotes polonais, communiste. On lui offre même un portefeuille ministériel dans le futur gouvernement polonais prosoviétique, mais il refuse. Il meurt un mois plus tard. 
Indépendamment de ses choix politiques controversés, Leon Chwistek demeure une figure importante de l'art et de la science polonais et ses réalisations dans le domaine de la logique sont importantes pour les chercheurs du monde entier.

## Logicien
Dans les années 1920-1930, de nombreux philosophes européens tentent de réformer la philosophie traditionnelle au moyen de la logique mathématique. Chwistek ne croit pas qu'une telle réforme puisse réussir. Il pense que la réalité ne peut pas être décrite par un système homogène, basé sur les principes de logique formelle, parce qu'il n'y a pas une seule réalité, mais plusieurs.
Il démontre que les systèmes axiomatiques existants sont inconsistants.

## Artiste
Chwistek développe sa théorie de la multiplicité des réalités d'abord dans le domaine des arts. Il distingue quatre types de réalités, puis les associe à quatre types de peinture. Les quatre types de réalités sont :
1. réalité populaire (réalisme de bon sens)
2. réalité physique (construit par la physique)
3. réalité phénoménale (impressions sensorielles)
4. réalité visionnaire/intuitive (rêves, hallucinations, états subconscients).

Les types de peinture correspondant à ce qui précède sont :
1. Primitivisme
2. Réalisme
3. Impressionnisme
4. Futurisme

Chwistek cherche à construire une nouvelle théorie métaphysique. Il est un défenseur du bon sens contre la métaphysique et le sentiment irrationnel. Sa théorie de la réalité plurielle est une tentative de spécifier les différentes façons dont le terme « réel » est utilisé.

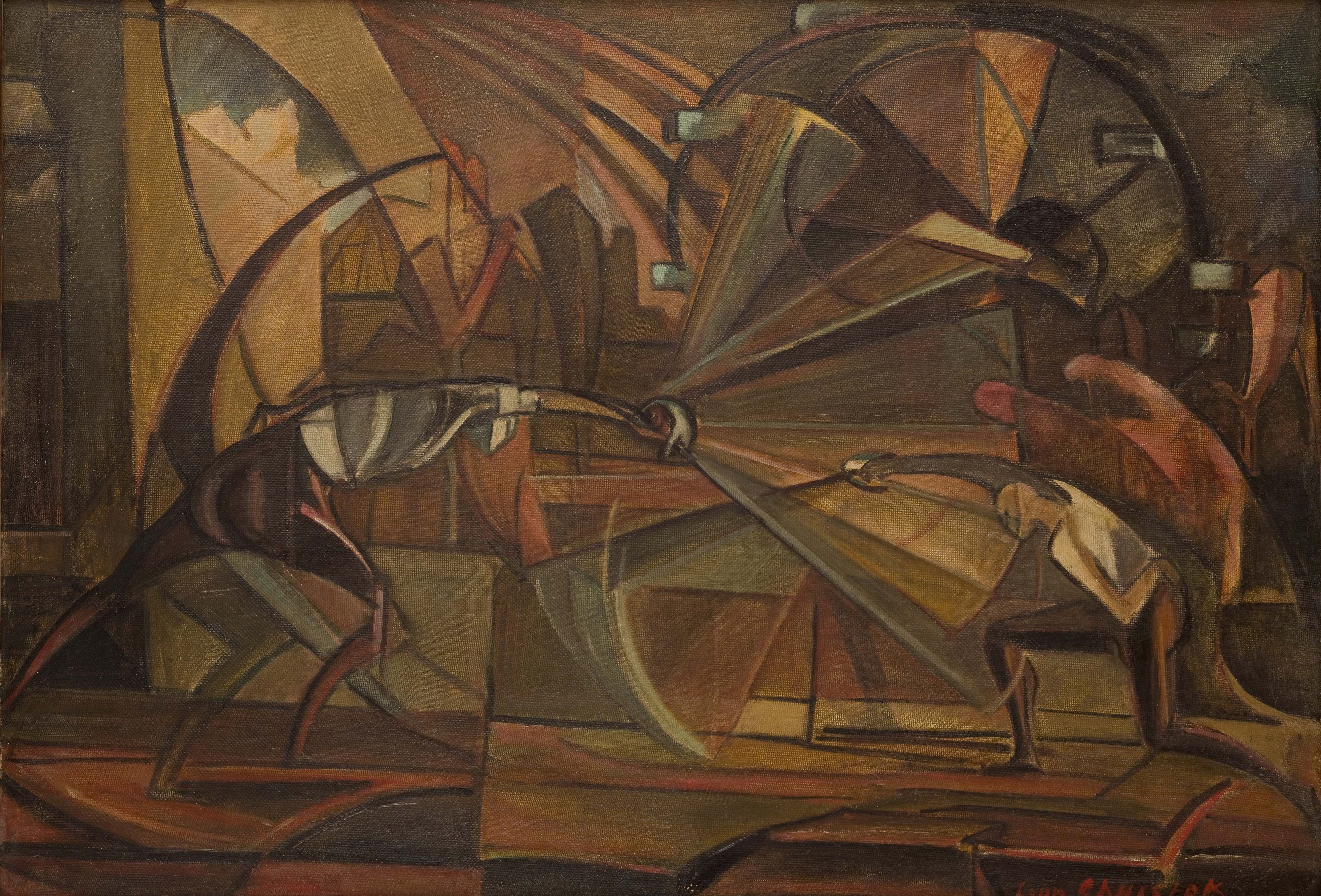
Escrime, 1919
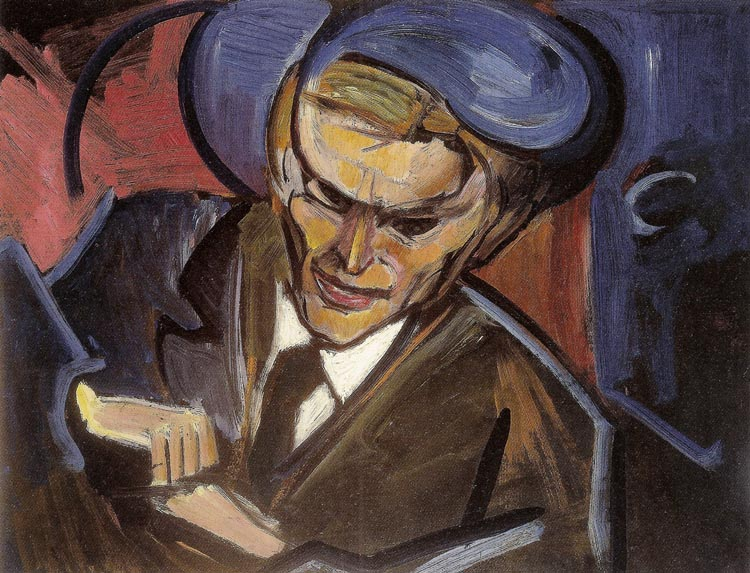
Portrait de Tytus Czyżewski,1920
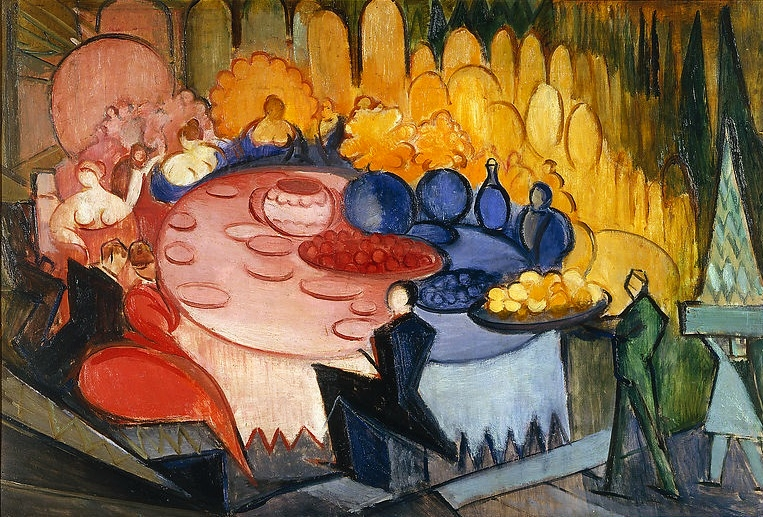
Festin, 1925
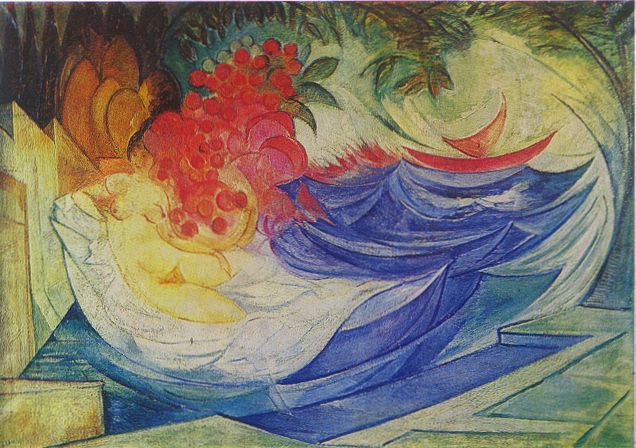
Venus, 1928
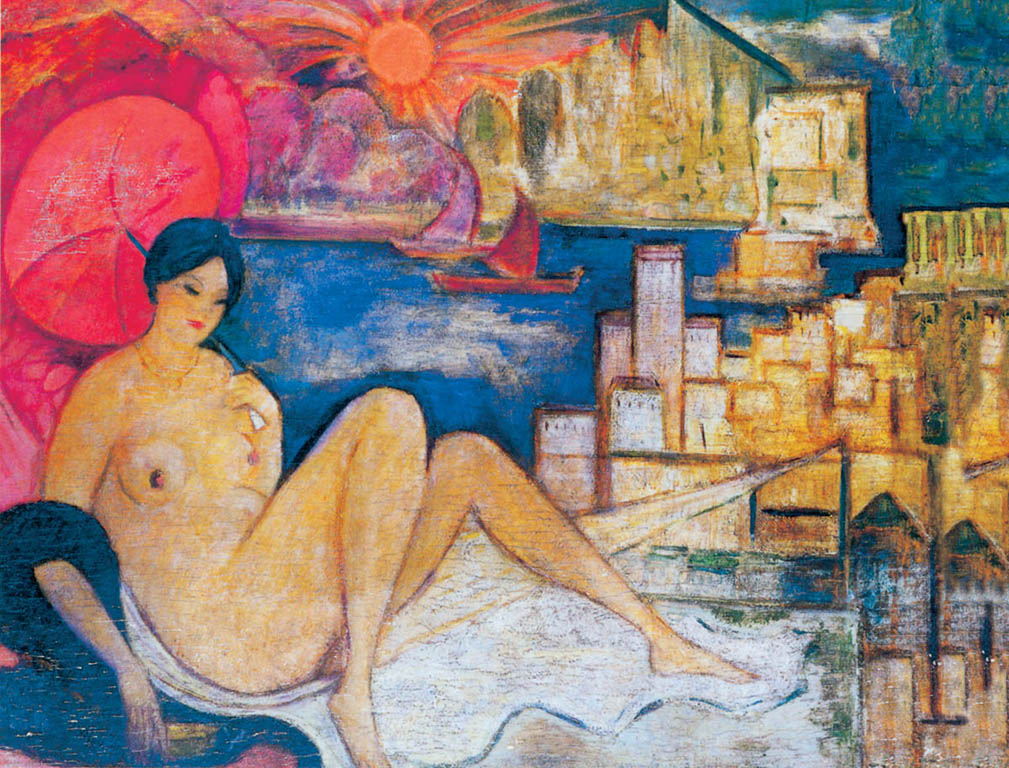
Nu, 1939

## Publications
- The plurality of realities, Cracovie, 1921.
- The theory of constructive types (Principles of logic and mathematics), Cracovie, University Press, 1925.
- La sémantique rationnelle et ses applications, Paris, Hermann, 1937.
- New foundations of formal mathematics, Journal of Symbolic Logic, 1938.
- Philosophie mathématique, avec Ferdinand Gonseth, Alonzo Church, Wilhelm Ackermann, Arend Heyting et Paul Bernays, Paris, Hermann, 1939.
- La méthode générale des sciences positives: l'esprit de la sémantique, Paris, Hermann, 1946.
- The limits of science. Outline of logic and of the methodology of the exact sciences, traduction par Helen Charlotte Brodie et Arthur Coleman, introduction et appendice par Helen Charlotte Brodie, New York, Harcourt, Brace, 1948.
- Logical and philosophical works, Varsovie, 1961-1963.
- Polish logic 1920-1939, avec Kazimierz Ajdukiewicz et Stanislaw Jaskowski, introduction par Tadeusz Kotarbinski,  édition par Storrs McCall, Oxford, Clarendon Press, 1967.
- Dialectics and humanism, correspondance scientifique avec Bertrand Russell, 1986.